# UFC 200
UFC 200：塔特对努涅斯（UFC 200: Tate vs. Nunes）是终极格斗冠军赛（UFC）主办的一场综合格斗赛事，于2016年7月9日在美国内华达州天堂市的T-Mobile体育馆举行。

## 结果
1. ↑  UFC女子雏量级冠军战
2. ↑  最初一致裁决 (29–27, 29–27, 29–27) Lesnar获胜，但最终因Lesnar药检呈阳性而改为无结果[2]
3. ↑  无头衔战
4. ↑  UFC羽量级临时冠军战